# Giovanni Evangelisti (editore)
Giovanni Evangelisti (18 giugno 1932 – 4 ottobre 2008) è stato un editore italiano.
Nato e cresciuto a Bologna, frequenta il Liceo scientifico «Augusto Righi» dal 1946 al 1951. Negli stessi anni viene coinvolto nel gruppo scout Bologna 16, nel quale troverà un importante campo di impegno personale. Nel 1954, seguendo l'interesse maturato per i fatti politici, sociali e culturali si iscrive all'Istituto Cesare Alfieri dell'Università di Firenze, dove si laureerà nel 1960, relatore Camillo Pellizzi, con una tesi dal titolo Problemi connessi alla ripresa degli studi sociologici in Italia.
Il suo nome è strettamente legato alla Società editrice il Mulino, costituita nel 1954 per iniziativa del gruppo di giovani bolognesi promotori della rivista «il Mulino». L’arrivo di Evangelisti nelle stanze della casa editrice si rivelerà fondamentale per la crescita e il consolidamento di tutto il gruppo. La sua collaborazione ha inizio nel 1961, quando si pubblica una nuova rivista, il «Bollettino delle ricerche sociali», di cui Evangelisti è il redattore. La sua attenzione e la sua sensibilità daranno un contributo determinante a rafforzare l’orientamento del gruppo e della casa editrice e avranno effetti non secondari nell'affermazione e nello sviluppo delle scienze sociali in Italia. L’anno seguente entra a far parte dell’Associazione «Cattaneo»1 (che nel 1964 diventerà l’Associazione di cultura e politica «il Mulino») e della redazione della rivista omonima. In quello stesso anno partecipa a una ricerca sui laureati in Italia. Gli anni seguenti lo vedono progressivamente impegnato sia nelle attività dell’Associazione, sia nella definizione e nella cura dei programmi editoriali dell’editrice. Sono anni decisivi, in cui il gruppo poco alla volta occupa posizioni di sempre maggior rilievo sulla scena editoriale e culturale italiana. Il ruolo di Evangelisti risulterà fondamentale. Per 44 anni (dal 1965 al 2008, anno della sua improvvisa scomparsa) sarà infatti il direttore editoriale (e, dalla fine degli anni Sessanta, a più riprese, l’amministratore delegato) della casa editrice, donandole un forte impulso, sia da un punto di vista culturale sia sotto il profilo commerciale.
Tra i molti incarichi ricoperti nel gruppo, vanno poi ricordati almeno la sua direzione della rivista «il Mulino», dal gennaio 1991 all’agosto 1994 (ma è nel Comitato di direzione a più riprese sin dal 1962) e quello di vicepresidente dell’Associazione, dal 1970 al 1979 e di nuovo dal 1996 al 2000 2.